# VTV6
VTV6 là kênh truyền hình thanh thiếu niên tổng hợp của Đài Truyền hình Việt Nam, hướng đến đối tượng khán giả chủ yếu là những người trong độ tuổi thanh niên. Các chương trình của kênh VTV6 tập trung khai thác mọi khía cạnh trong đời sống, văn hóa của giới trẻ, với những người dẫn chương trình hầu hết là những người trẻ tuổi.
Ngoài những chương trình dành cho giới trẻ, kể từ năm 2015, VTV6 cũng được biết đến là kênh phát sóng thể thao chủ lực của VTV, khi kênh thường xuyên được lựa chọn làm kênh tường thuật trực tiếp chính các sự kiện thể thao mà VTV có bản quyền phát sóng, đặc biệt là các sự kiện có các đội tuyển quốc gia và đoàn thể thao Việt Nam tham dự. Các chương trình thể thao vốn được phát sóng trên kênh VTV3 cũng dần được chuyển sang kênh VTV6 trong giai đoạn này.
Từ 00:30 ngày 10 tháng 10 năm 2022, kênh VTV6 chính thức dừng phát sóng hoàn toàn sau 15 năm hoạt động và được thay thế bằng kênh VTV Cần Thơ.

## Lịch sử

### 2007–2012: Giai đoạn khởi đầu
Kênh VTV6 lần đầu tiên được nhắc đến trong quy hoạch phát triển Đài Truyền hình Việt Nam giai đoạn 2006–2010 với định hướng là kênh truyền hình chuyên biệt về thể thao (nội dung thanh thiếu niên khi đó được định hướng cho VTV7) nhằm thay thế cho kênh VTV3 trong bối cảnh VTV3 bắt đầu tăng cường mua bản quyền các chương trình trò chơi truyền hình và dành khung giờ vàng cũng như hầu hết thời lượng các ngày cuối tuần để phát sóng các chương trình giải trí nhằm thu lợi nhuận về cho đài.
Ngày 21 tháng 11 năm 2006, Tổng Giám đốc Đài Truyền hình Việt Nam lúc đó là Vũ Văn Hiến đã ký quyết định thành lập bộ phận chuẩn bị nội dung chương trình phát sóng trên kênh VTV6. Theo đó, Phòng Thanh thiếu niên thuộc Ban Thể thao - Giải trí và Thông tin kinh tế (nay là Ban Sản xuất các chương trình Giải trí) được tách ra và sau đó trở thành Trung tâm Thanh thiếu niên, với nhà báo Tạ Bích Loan làm trưởng bộ phận sản xuất. Đây cũng là lúc những người làm trong đài cùng những người trẻ mới được tuyển vào Trung tâm Thanh thiếu niên ấp ủ thành lập một kênh truyền hình làm không gian giao lưu cũng như lắng nghe những tâm tư, nguyện vọng của những người trẻ tuổi. Tối ngày 28 tháng 4 năm 2007, VTV6 chính thức làm lễ ra mắt bằng chương trình truyền hình trực tiếp VTV6 - Người bạn mới trên kênh VTV3 nhằm giới thiệu về kênh truyền hình sắp lên sóng dành cho giới trẻ. Kênh được phát sóng chính thức vào ngày 29 tháng 4, đánh dấu lần đầu tiên Việt Nam có một kênh truyền hình dành riêng cho đối tượng thanh thiếu niên. Đến năm 2008, Trung tâm Thanh thiếu niên được đổi tên thành Ban Thanh thiếu niên.
Thời gian đầu mới ra mắt, VTV6 chỉ phát sóng trên hệ thống Truyền hình cáp Việt Nam (VCTV) tại Hà Nội và truyền hình số vệ tinh DTH với 3 giờ thử nghiệm mỗi ngày, về sau kênh được phát sóng analog trên truyền hình quảng bá. Trong thời gian này, VTV6 cũng cải thiện chất lượng nội dung và nâng thời lượng phát sóng hàng ngày từ 12/24h (12:00–24:00) lên 18/24h (06:00–24:00) từ ngày 1 tháng 11 năm 2010. Ngày 26 tháng 4 năm 2009, kênh chính thức được phủ sóng quảng bá tại phía Nam, và sau đó được phát sóng quảng bá trên toàn quốc vào ngày 7 tháng 9 năm 2010.
Năm 2009, nhân dịp kỷ niệm hai năm thành lập kênh, VTV6 đã ra mắt khẩu hiệu "Ước mơ không chờ đợi" thông qua cuộc thi sáng tác khẩu hiệu cho kênh truyền hình được tổ chức trên toàn quốc.
Ngày 27 tháng 12 năm 2010, việc Ban Thanh thiếu niên sản xuất truyền hình trực tiếp Đại hội Thi đua yêu nước toàn quốc lần thứ VIII trên kênh VTV1 đánh dấu việc Ban trở thành một trong những đơn vị sản xuất các chương trình sự kiện chính trị, lịch sử quan trọng của đất nước trên các kênh sóng của VTV.

### 2012–2018: Giai đoạn phát triển
Từ ngày 1 tháng 5 năm 2012, VTV6 bắt đầu có những thay đổi về cả nội dung chương trình và hình thức thể hiện nhằm hướng đến đa dạng người xem, đặt trọng tâm vào đối tượng khán giả có độ tuổi từ 20 đến 29. Bộ nhận diện kênh được làm mới, với việc loại bỏ biểu tượng số 6 hình xoáy xoắn ốc và thay bằng logo số 6 hình khối màu xanh, đồng bộ với các kênh truyền hình khác của VTV. Cùng với đó, VTV6 đã đầu tư mới hàng loạt nội dung, trong đó có việc lần đầu tiên phát sóng nguyên bản các chương trình truyền hình nổi tiếng thế giới như American Idol hay MasterChef, và khôi phục Những bông hoa nhỏ dưới dạng một chuỗi chương trình dành cho các lứa tuổi thiếu nhi khác nhau.
Từ ngày 1 tháng 1 năm 2013, kênh được nâng thời lượng phát sóng lên 24/24h hàng ngày, cùng với việc áp dụng biểu trưng mới trên sóng, song song với các kênh truyền hình khác của VTV. Tuy nhiên, bộ nhận diện của năm 2012 vẫn còn được sử dụng cho đến hết năm 2014. 
Từ ngày 7 tháng 9 năm 2013, VTV6 trở thành kênh truyền hình thứ hai của VTV được phát sóng theo tiêu chuẩn HD (sau VTV3), và là kênh đầu tiên của đài phát sóng chuẩn HD toàn thời gian từ tháng 1 năm 2015.
Năm 2015, VTV6 được phát sóng với chuẩn âm thanh Dolby Digital Plus trên VTVCab và trên Truyền hình kỹ thuật số mặt đất DVB-T2. Kể từ tháng 10 năm 2015, hầu hết các chương trình thể thao trên sóng VTV3 (bao gồm các bản tin, tạp chí, chương trình khai thác, tường thuật trận đấu...) được chuyển hẳn sang phát sóng trên kênh này.

### 2018–2022: Tái định hướng và ngừng phát sóng
Ngày 11 tháng 1 năm 2018, VTV6 công bố định hướng mới là "Kênh truyền hình Thế hệ số", tập trung vào cuộc sống, không gian sống của "Thế hệ số" – những người sinh năm 1985–2000. Với cuộc chuyển đổi này, VTV6 kỳ vọng sẽ đưa khán giả quay lại với truyền hình, gắn kết họ với cả nền tảng số và TV trong bối cảnh kỷ nguyên số bùng nổ cùng cuộc Cách mạng Công nghiệp 4.0 đã làm thay đổi căn bản nếp sống của khán giả trẻ. Trọng tâm của cuộc dịch chuyển nằm ở ba dải giờ chuyên biệt, gồm Bữa trưa vui vẻ, Bản tin Thế hệ số, Cuộc sống thế hệ số. Trong đó, Bữa trưa vui vẻ, lên sóng từ năm 2014, được giới thiệu sẽ có sự đổi mới hoàn toàn với cầu truyền hình tương tác và những cuộc hẹn cùng người nổi tiếng; Bản tin Thế hệ số là một trang tin xã hội dạng truyền hình, cập nhật về đời sống văn hoá, xã hội dành cho thế hệ số, mang đậm hơi thở cuộc sống; Cuộc sống Thế hệ số tập trung vào những chương trình xoay quanh Thế hệ số và những mối quan tâm của họ (trải nghiệm, kiếm tiền, du lịch, giải trí,..). Bên cạnh đó, VTV6 cũng tiếp tục duy trì những nội dung thể thao, phim truyện và các chương trình xã hội hóa.
Cùng với sự chuyển đổi nội dung, cơ cấu tổ chức của VTV6 cũng có sự thay đổi. Phòng Thiếu nhi được tách khỏi Ban Thanh thiếu niên để sáp nhập vào Trung tâm Sản xuất Các chương trình Giáo dục (VTV7, từ năm 2021 được sáp nhập trở lại vào Ban Khoa giáo). Các chương trình thiếu nhi trên VTV6 (trừ phim hoạt hình phát sóng lúc 06:30, 08:30 và 17:30 hằng ngày từ năm 2010 đến hết năm 2019) được phát sóng trên VTV7; riêng chương trình Những bông hoa nhỏ đã dừng phát sóng từ năm 2013).
Từ ngày 19 tháng 3 đến ngày 30 tháng 4 năm 2020, VTV6 tạm thời giảm thời lượng phát sóng xuống 19/24h hàng ngày (05:00–24:00) do yêu cầu về công tác phòng chống dịch COVID-19. Kể từ ngày 1 tháng 5 năm 2020, kênh được phát sóng 24/24h trở lại.
Ngày 8 tháng 9 năm 2022, Nghị định số 60/2022/NĐ-CP về tổ chức, nhiệm vụ, quyền hạn của Đài Truyền hình Việt Nam được ban hành, theo đó Ban Thanh thiếu niên không còn nằm trong hệ thống phòng, ban của VTV. Điều này đồng nghĩa với việc Ban Thanh thiếu niên không còn tồn tại kể từ ngày 1 tháng 10 năm 2022. Đội ngũ sản xuất của Ban Thanh thiếu niên được điều chuyển sang Trung tâm Phim tài liệu và Ban Sản xuất các chương trình Giải trí.
Vào lúc 00:30 ngày 10 tháng 10 năm 2022, kênh VTV6 chính thức dừng phát sóng sau 15 năm phát sóng liên tục và được thay thế bằng kênh VTV Cần Thơ. Chương trình cuối cùng của kênh là chương trình tường thuật trận chung kết Cúp bóng đá trong nhà châu Á 2022. Trước đó, VTV thông báo những chương trình của VTV6 sau khi dừng phát sóng, kể cả nội dung thể thao, sẽ được chuyển sang phát sóng trên các kênh truyền hình khác của VTV.

## Thời lượng phát sóng
- 29 tháng 4 năm 2007 – 31 tháng 7 năm 2007: 12:00–17:00 hàng ngày.[7]
- 1 tháng 8 năm 2007 – 6 tháng 9 năm 2010:
  - 12:00–17:00 hàng ngày (vệ tinh).
  - 12:00–24:00 hàng ngày (cáp).
- 7 tháng 9 năm 2010 – 31 tháng 10 năm 2010: 12:00–24:00 hàng ngày.
- 1 tháng 11 năm 2010 – 31 tháng 12 năm 2012: 06:00–24:00 hàng ngày.
- 1 tháng 1 năm 2013 – 18 tháng 3 năm 2020 và 1 tháng 5 năm 2020 – 9 tháng 10 năm 2022: 24/24h hàng ngày.
- 19 tháng 3 năm 2020 – 30 tháng 4 năm 2020: 05:00–24:00 hàng ngày.[25]

## Sự cố và tranh cãi

### Cộng tác viên có liên quan đến vụ Vàng Anh
Nguyễn Hữu Tài, một cộng tác viên của VTV6, đã bị phát hiện tham gia vào vụ phát tán video "Vàng Anh", theo điều tra của Phòng Cảnh sát điều tra tội phạm về trật tự xã hội, Công an Thành phố Hà Nội. Khi hành vi vi phạm của Tài bị phát giác, VTV6 đã quyết định chấm dứt cộng tác với người này kể từ 21 tháng 10 năm 2007.

### Vi phạm bản quyền
Vào giữa hiệp 1 trận đấu đội tuyển Olympic Việt Nam gặp Olympic Bahrain tại vòng 1/8 môn bóng đá nam ASIAD 18 diễn ra vào tối 23 tháng 8 năm 2018, VTV6 đã bị buộc ngừng phát sóng trận đấu này do vi phạm bản quyền. Theo lý giải của đại diện VOV, dù chưa có thỏa thuận về việc tiếp sóng cho đến trước khi trận đấu diễn ra nhưng VTV6 vẫn tiếp phát sóng, hạ sóng, lấy tín hiệu không đảm bảo tính nguyên vẹn của chương trình gốc.